# ستيف وين
ستيف وين (بالإنجليزية: Stephen Alan Wynn) هو رجل أعمال أمريكي يمتلك سلسلة فنادق لاس فيغاس التي بناها بنفسه. أيضا يمتلك كل المطاعم الفارهة والمعارض والمحال الراقية التابعة لمجموعة فنادقه. وجاء في الترتيب 616 على قائمة فوربس لأغنياء العالم عام 2010 وضمن قائمة أغنى يهود العالم
في أكتوبر 2017، ذكرت صحيفة وول ستريت جورنال أن ستيف وين، الذي يملك مصالح مالية في الصين، قد مارس ضغطا على الرئيس الأمريكي دونالد ترامب نيابة عن الحكومة الصينية لإعادة المنشق الصيني غيو وينغي إلى الصين.

## معرض صور

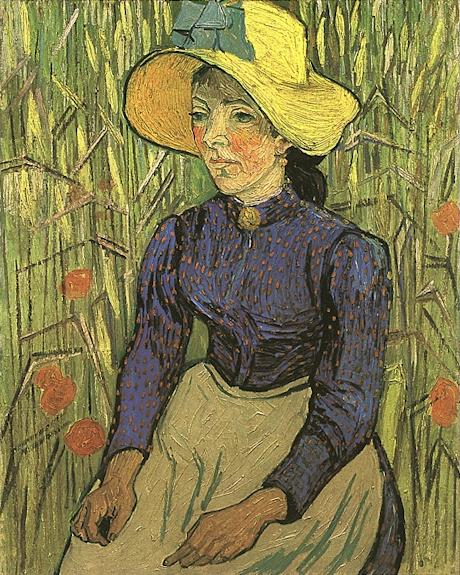
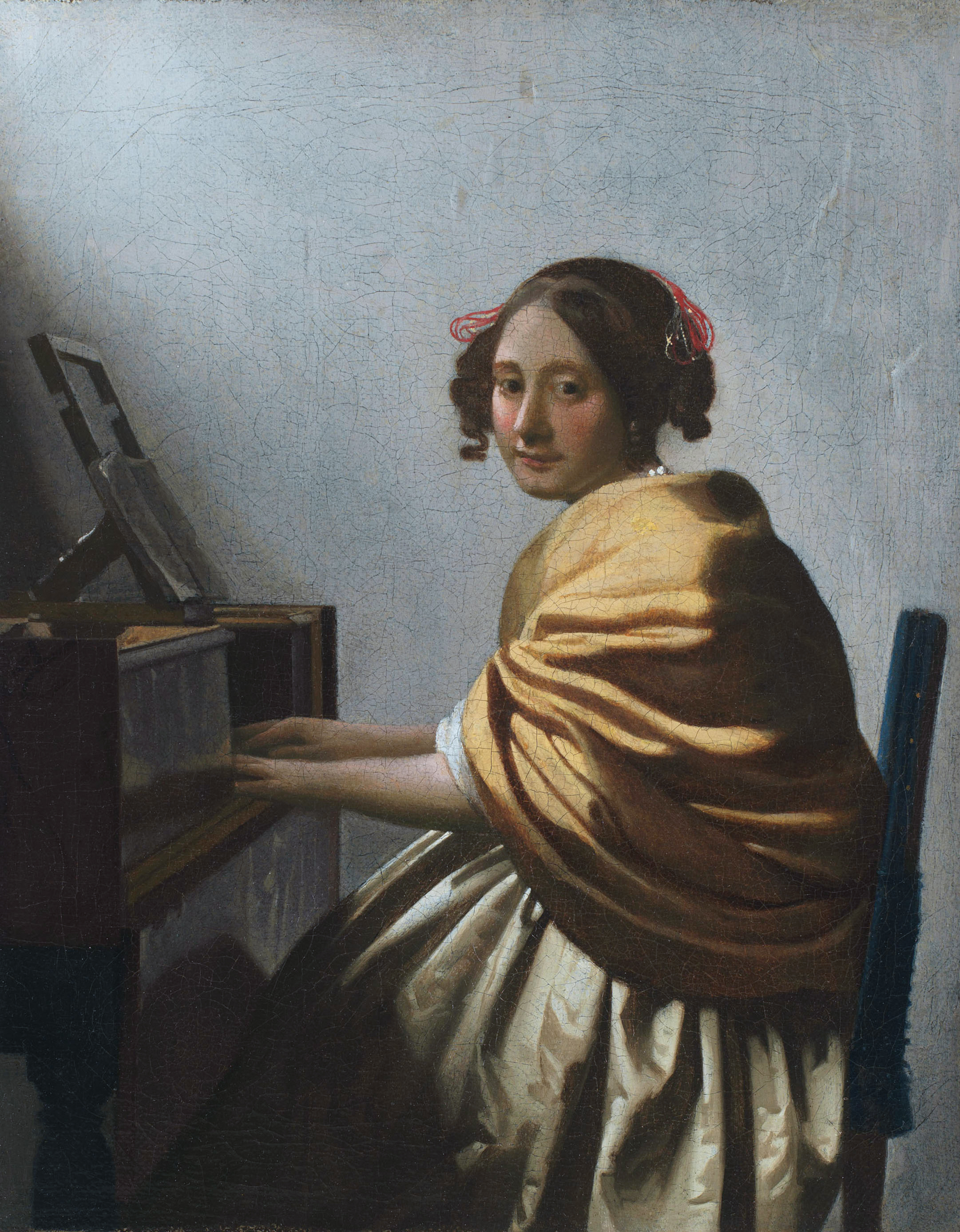
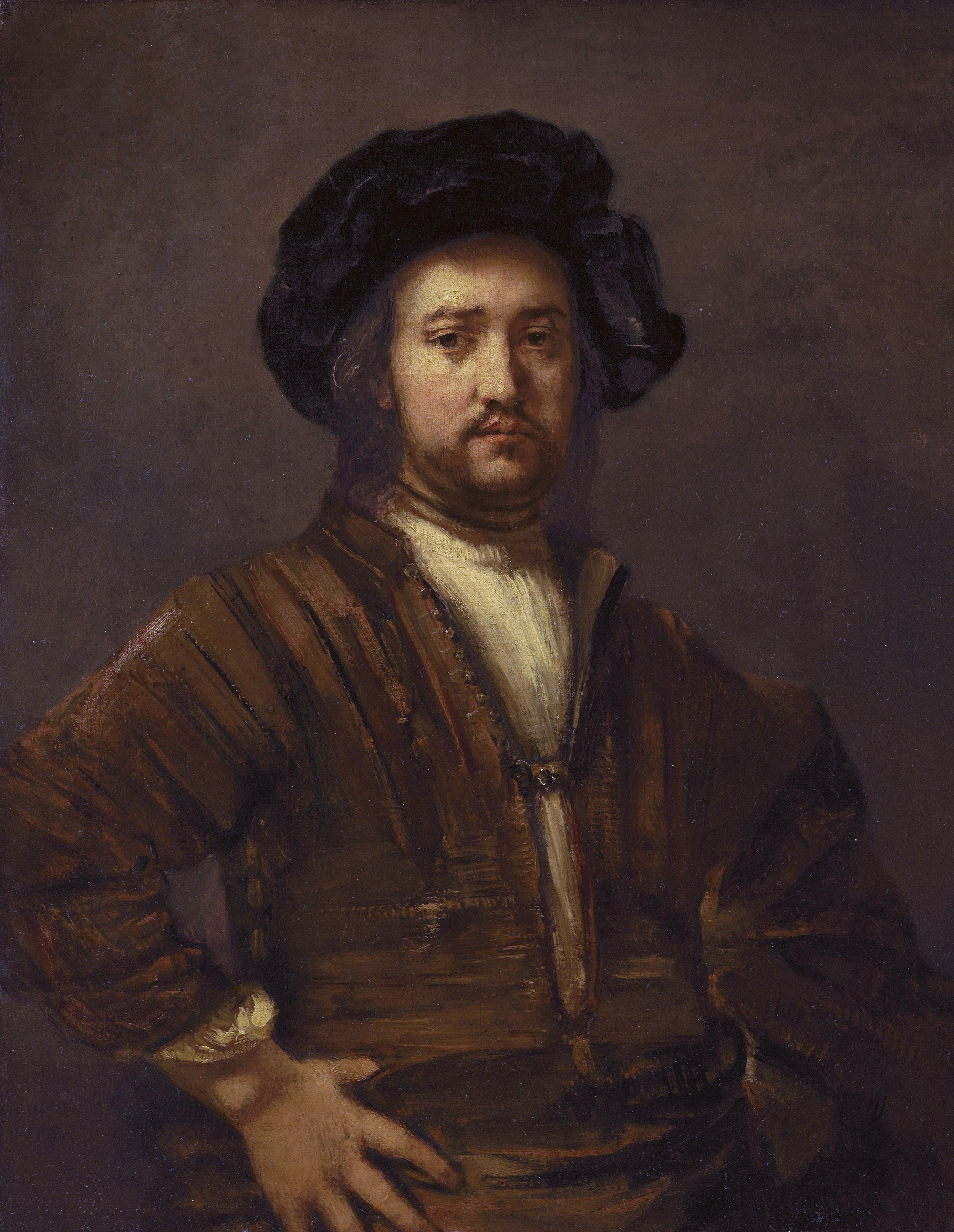
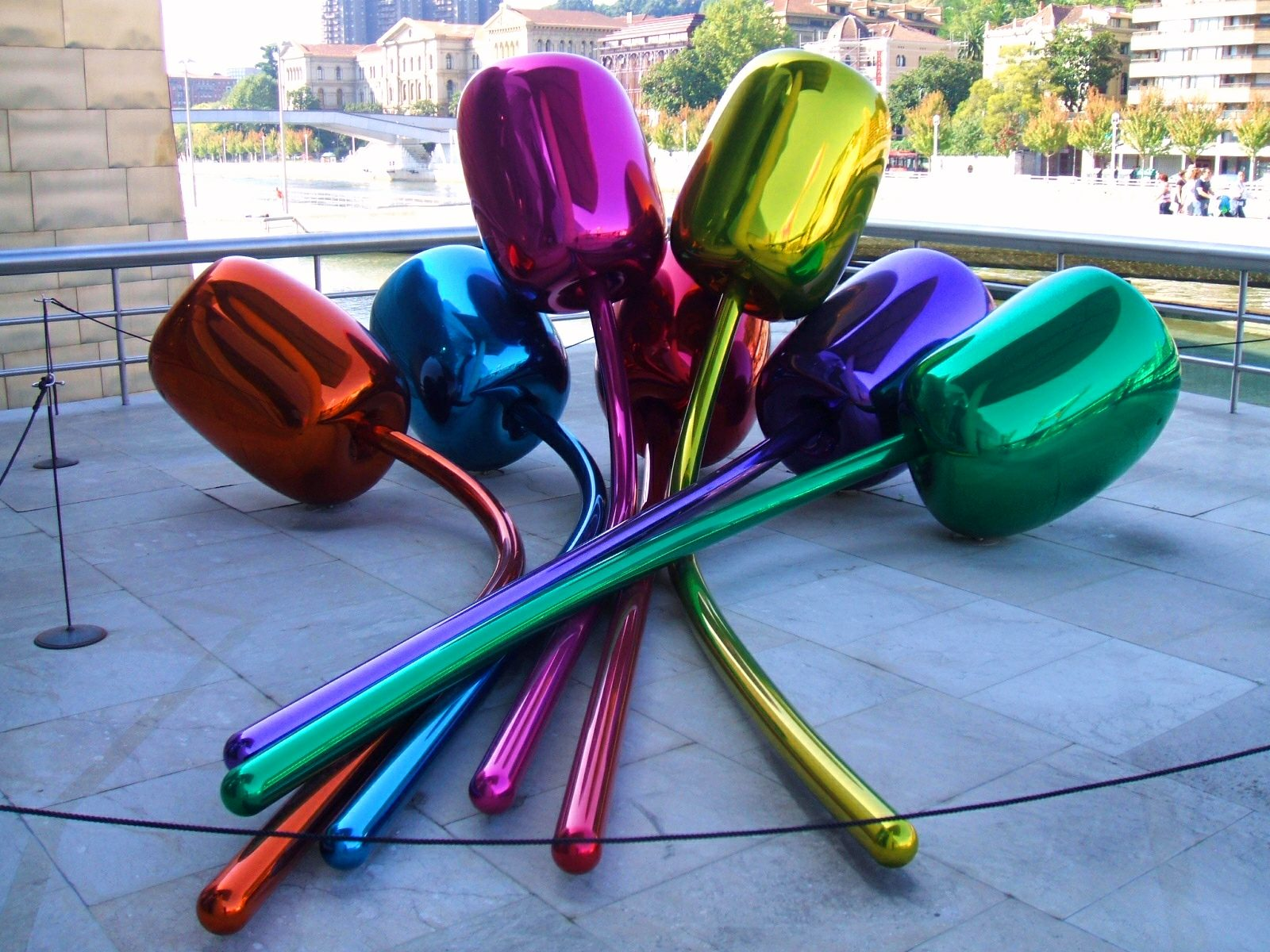

## روابط خارجية
- ستيف وين على موقع IMDb (الإنجليزية)
- ستيف وين على موقع إن إن دي بي (الإنجليزية)
- ستيف وين على موقع قاعدة بيانات الفيلم (الإنجليزية)